# EFootball
eFootball — серия игр в жанре футбольного симулятора, разработанная и изданная Konami. Она был выделена из оригинальной серии Pro Evolution Soccer (известной в Японии как Winning Eleven). Выход первой игры под названием eFootball 2022 состоялся в 2021 году для платформ Windows, PlayStation 4, PlayStation 5, Xbox One и Xbox Series X/S, Android и iOS. 25 августа 2022 года игра изменила название на eFootball 2023, ознаменовав выход ежегодного крупного обновления. 7 сентября 2023 года вышло следующее крупное ежегодное обновление и игра была переименована в eFootball 2024.

## Разработка
21 июля 2021 года на официальном YouTube-канале eFootball вышел 6-ти минутный трейлер.
Игра была выпущена на платформах PlayStation 4, PlayStation 5, Windows, Xbox One, Xbox Series X/S 30 сентября 2021 года. Выход на Android и iOS состоится 2 июня 2022 года.

## Восприятие
| Сводный рейтинг    | Сводный рейтинг |
| Агрегатор          | Оценка          |
| ------------------ | --------------- |
| OpenCritic         | 24/100          |
| Иноязычные издания |                 |
| Издание            | Оценка          |
| GamesRadar+        | [ 10 ]          |
| Metro              | 2/10            |
| PC Games           | 2/10            |

Игра получила в основном негативные отзывы критиков. На сайте-агрегаторе рецензий OpenCritic игра набрала 24 балла из 100 возможных. В сервисе цифровой дистрибуции Steam игра в первый день после выхода установила антирекорд по соотношению положительных и отрицательных отзывов — всего 8 % оказались положительными, тем самым были побиты «рекорды» дополнения Leviathan для игры Europa Universalis IV, которое на момент выпуска имело 10 % положительных отзывов, и игры FlatOut 3 с 15 % положительных отзывов. Является худшей игрой 2021 года по версии Metacritic.

### Обзор версий
| Название | Дата выпуска     | Номер версии          | 8-е поколение | 9-е поколение        | PC      | Портативные        |
| --- | ---------------- | --------------------- | ------------- | -------------------- | ------- | ------------------ |
| eFootball 2022                                                                                                  | 30 сентября 2021 |                       | PS4, Xbox One | PS5, Xbox Series X/S | Windows | Android, Apple iOS |
| eFootball 2023                                                                                                  | 25 август 2022   | v2.6.0 (8 июня 2023)  | PS4, Xbox One | PS5, Xbox Series X/S | Windows | Android, Apple iOS |
| eFootball 2024                                                                                                  | 7 сентябрь 2023  | v3.6.2 (11 июля 2024) | PS4, Xbox One | PS5, Xbox Series X/S | Windows | Android, Apple iOS |
| Легенда:Старая версия, не поддерживаетсяСтарая поддерживаемая версияТекущая версияТестовая версияБудущая версия |                  |                       |               |                      |         |                    |